# Гленвар (Вирџинија)
Гленвар (енгл. Glenvar) насељено је место без административног статуса у америчкој савезној држави Вирџинија.

## Демографија
По попису из 2010. године број становника је 976.
| Група             | 2000.    | 2010.       |
| Белци             | 0 (0,0%) | 929 (95,2%) |
| Афроамериканци    | 0 (0,0%) | 37 (3,8%)   |
| Азијати           | 0 (0,0%) | 1 (0,1%)    |
| Хиспаноамериканци | 0 (0,0%) | 2 (0,2%)    |
| Укупно            | 0        | 976         |